# Paliszewo
Paliszewo – wieś w Polsce położona w województwie wielkopolskim, w powiecie czarnkowsko-trzcianeckim, w gminie Czarnków. Miejscowość wchodzi w skład sołectwa Gębice.
W latach 1975–1998 miejscowość należała administracyjnie do województwa pilskiego.